# Lew Stanislawowitsch Kolowrat-Tscherwinski
Lew Stanislawowitsch Kolowrat-Tscherwinski (russisch Лев Станиславович Коловрат-Червинский; * 4. Dezemberjul. / 16. Dezember 1884greg.; † 24. Januar 1921) war ein russischer Physiker.

## Leben
Kolowrat-Tscherwinski stammte aus einer Adelsfamilie des Gouvernements Witebsk. Sein Großvater Jewstafi Kolowrat-Tscherwinski war der erste Vorsitzende des taurischen Bezirksgerichts. Sein Vater Stanislaw Jewstafijewitsch Kolowrat-Tscherwinski war als Student des St. Petersburger Technologie-Instituts wegen Verteilung illegaler Druckwerke verhaftet worden. Kolowrat-Tscherwinski studierte an der Universität St. Petersburg mit Abschluss 1904.
1906–1911 arbeitete Kolowrat-Tscherwinski in Paris im Laboratorium Marie Curies. Unter ihrer Leitung fertigte er die Tables des Constantes Radioactives an. Er zeigte 1910, dass das reine Radium neben der Alphastrahlung die schwächere Betastrahlung ausstrahlt. Er untersuchte die Emanation des Radons aus radiumhaltigen Feststoffen. Seine Arbeiten waren die Grundlage für seine Magisterdissertation 1918.
1915–1916 war Kolowrat-Tscherwinski Physiker am Mineralogischen Laboratorium der Akademie der Wissenschaften. Er war eingebunden in die Arbeit der Expedition zur Tuja-Mujunski-Radiumerzlagerstätte im Ferghanatal 1907–1916 unter Führung Wladimir Iwanowitsch Wernadskis, an der Dmitri Iwanowitsch Muschketow und Dmitri Wassiljewitsch Naliwkin teilnahmen.  Kolowrat-Tscherwinski suchte nach Anzeichen von Radioaktivität in der Luft von Höhlen und in nahen Wasserquellen. Mit der Expedition kooperierten Wladimir Iwanowitsch Lutschizki und Boris Alexandrowitsch Lindener. Mit den Expeditionsergebnissen wurde eine geologische und petrographische Karte der Region erstellt. Allerdings wurden keine weiteren Uranerzlagerstätten gefunden.
Nach der Oktoberrevolution leitete Kolowrat-Tscherwinski 1918 die Radium-Abteilung des Staatlichen Radiologischen Instituts in Petrograd. Er wurde Mitglied der Abteilung für seltene und radioaktive Materialien der Kommission der Akademie der Wissenschaften zur Untersuchung der natürlichen und Produktionskräfte Russlands unter der Leitung Wladimir Iwanowitsch Wernadskis.
Nach  Kolowrat-Tscherwinski wurde das Mineral Kolovratit benannt.
Kolowrat-Tscherwinskis Bruder Juri (Georges De Kolovrat) war Linguist und Übersetzer.